# Atsugi (Kanagawa)
Atsugi (厚木市 Atsugi-shi?) es una ciudad situada en la prefectura de Kanagawa, Japón.
En 2008, la población estimada era de 225.732 habitantes y de una densidad de 2.357,73 habitantes por km². La superficie total es de 93.83 km². Tiene el estatus de ciudad desde el 1 de febrero de 1955.
Dentro de Japón, Atsugi es conocida principalmente como una ciudad satélite entre las metrópolis de Tokio y Yokohama. Es conocida por tener una base naval americana que, si bien no se encuentra exactamente en Atsugi, ocupa la frontera con el área de Ayase y Yamato.
La base aérea de Atsugi es donde las fuerzas de ocupación americanas aterrizaron por primera vez en 28 de agosto de 1945, precediendo el fin de la Segunda Guerra Mundial.
Atsugi es un hogar a las varias universidades, Universidad de Shoin y otros.

## Transportes
- Autopista de Tomei a Tokio o Nagoya
- Carretera 129, a Hiratsuka o Sagamihara
- Carretera 246, a Tokio centro o Numazu
- Carretera 271, a Odawara (peaje)
- Carretera 412, a Tsukui
- Línea de tren Odakyu-Odawara (rail), Estación de Hon-Atsugi, a Shinjuku y Odawara (La estación de Atsugi se encuentra en Ebina.)

## Atracciones turísticas
- Iiyama Kannon (templo de Chokokuji)
- Iiyama Spa
- Nanasawa Spa
- Jardín botánico de la universidad de agricultura de Tokio

## Otras instituciones
- Universidad de Shoin
- NTT Basic Research Laboratories
- Centro técnico Nissan

## Ciudades hermanas
Atsugi esta hermanada con las siguientes ciudades:
- New Britain, Connecticut, Estados Unidos (1983)
- Yangzhou, Jiangsu, China (1984)
- Gunpo, Gyeonggi, Corea del Sur (2005)